# Боргосезия
Боргосе́зия (итал. Borgosesia) — коммуна в Италии, располагается в регионе Пьемонт, в провинции Верчелли.
Население составляет 13473 человека (2008 г.), плотность населения составляет 332 чел./км². Занимает площадь 40 58 км². Почтовый индекс — 13011. Телефонный код — 0163.
Покровителями населённого пункта считается святые Пётр и Павел. Праздник ежегодно празднуется 29 июня.

## Демография
Динамика населения:

## Администрация коммуны
- Официальный сайт: http://www.comune.borgosesia.vercelli.it